# Sargatskij rajon
Il Sargatskij rajon (in russo Саргатский район?) è un rajon dell'Oblast' di Omsk, nella Russia asiatica; il capoluogo è Sargatskoe. Istituito nel 1924, ricopre una superficie di 3.800 chilometri quadrati e consta di una popolazione di circa 16.000 abitanti.